# Martes foina milleri
Martes foina milleri es una subespecie de  mamíferos carnívoros  de la familia Mustelidae,  subfamilia Mustelinae.

## Distribución geográfica
Se encuentra en la isla de Rodas.